# Mary Ann Müller

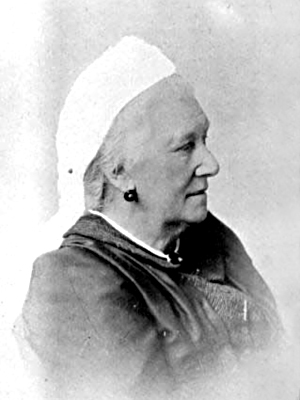
Mary Ann Müller um 1900

Mary Ann Müller, geb. Wilson (* 1820 in England; † 18. Juli 1901 in Old Amersfoort, Blenheim, Neuseeland), war Lehrerin, Suffragette und eine der ersten Feministinnen in Neuseeland.

## Leben
Über Mary Ann Wilsons Herkunft, Kindheit und Ausbildung ist nichts weiter bekannt, außer dass sie in England im Jahre 1819 oder 1820 geboren wurde und ihr Vater James Wilson hieß. 1842 heiratete sie James Whitney Griffiths in London, und als sie um 1849 von ihrem Mann getrennt war (wegen Tod oder Trennung), entschied sie nach Neuseeland auszuwandern.
Im Januar 1850 kam sie mit ihren beiden Söhnen in Nelson an, arbeitete als Lehrerin und unterrichtete zwei Jahre lang an einer Schule in Nelson. Am 5. Dezember 1851 heiratete sie den Chirurgen Stephen Lunn Müller (1814–1891), den sie auf der Überfahrt von England nach Neuseeland kennengelernt hatte. Sie gab ihren Beruf auf und war fortan offiziell Hausfrau.
Nach dem Tod ihres zweiten Mannes 1891 lebte Mary Ann Müller in Old Amersfoort, Blenheim, wo sie zehn Jahre später am 18. Juli 1901 starb.

## Wirken
Schon in England setzte sie sich mit der legalisierten Diskriminierung von Frauen auseinander. Politisch aktiv wurde sie allerdings erst in Nelson. Sie nutzte Kontakte zu politisch einflussreichen Männern, um die mangelnden Rechte von Frauen zu diskutieren. Einige Männer sympathisierten mit ihren Vorstellungen, doch ihre Gegner waren noch zahlreich. Unter diesen Gegnern war selbst ihr Mann. Da er Mitglied des Nelson Provincial Rates war und als Amtsrichter fungierte, war es ihr nicht möglich, mit ihren Vorstellungen an die Öffentlichkeit zu gehen.
Charles Elliott, Herausgeber des Nelson Examiner, gab ihr schließlich über seine Zeitung das geeignete Sprachrohr, in der sie anonym die diskriminierende Stellung der Frauen in der Gesellschaft anprangern und politische Forderungen formulieren konnte. Gleichzeitig praktizierte sie erfolgreich politische Lobbyarbeit bei politischen Freunden.
Am 1. September 1869 publizierte sie im Nelson Examiner ein Flugblatt unter dem Pseudonym „Femina“ mit dem Titel An Appeal to the Men of New Zealand (Ein Appell an die Männer von Neuseeland). Diese Schrift fand nicht nur in Neuseeland weite Beachtung, sondern wurde auch im englischsprachigen Ausland weithin bekannt. Ihr Flugblatt war der Anstoß zur Frauenrechtsbewegung und Women’s suffrage campaign (Frauenwahlrechtskampagne) in Neuseeland. Öffentliche Unterstützung bekam sie u. a. von dem englischen Philosophen und Ökonomen John Stuart Mill, einem starken Unterstützer der englischen Suffragetten-Bewegung.
Im Married Women’s Property Act von 1870 und 1884 fand sie schließlich Teile ihrer Ideen und politischen Forderungen verwirklicht.
Obwohl außerstande, öffentlich für die Rechte der Frauen zu kämpfen, machte Mary Ann Müller, indem sie über 30 Jahre lang beharrlich ein Meinungsklima für die Rechte der Frauen erzeugte, ihren beachtlichen Einfluss geltend.
Wäre nicht im Dezember 1898 in einem Beitrag in dem von der Women’s Christian Temperance Union New Zealand (WCTU NZ) gegründeten Journal The White Ribbon ihre Identität preisgegeben worden, hätte die Öffentlichkeit wohl nie etwas über ihre Verdienste für die Frauenbewegung Neuseelands erfahren.